# Champ de bataille national de Fort Necessity
Le champ de bataille national de Fort Necessity – ou Fort Necessity National Battlefield en anglais – est une aire protégée américaine située dans le comté de Fayette, en Pennsylvanie. Établi le 10 août 1961, ce champ de bataille national protège le site de la bataille de Fort Necessity, pendant la guerre de Sept Ans. Inscrit au Registre national des lieux historiques depuis le 15 octobre 1966, il est géré par le National Park Service.